# Garnet Bailey
Garnet Edward Bailey detto Ace (Lloydminster, 13 giugno 1948 – New York, 11 settembre 2001) è stato un hockeista su ghiaccio e allenatore di hockey su ghiaccio canadese.

## Carriera
Myre crebbe a livello giovanile con la maglia degli Edmonton Oil Kings vincendo nel 1966 la Memorial Cup. Quello stesso anno fu scelto in occasione dell'NHL Amateur Draft dai Boston Bruins in tredicesima posizione assoluta. Iniziò l'avventura da professionista con i Boston Bruins, facendo esperienza anche nelle leghe minori come la Central Hockey League e la American Hockey League, vincendo una Calder Cup con gli Hershey Bears.
Bailey rimase a Boston fino al 1973, conquistando due Stanley Cup. Dopo brevi esperienze con i Detroit Red Wings e i St. Louis Blues Bailey vestì per tre anni la divisa dei Washington Capitals. Concluse la carriera da giocatore all'inizio degli anni ottanta dopo aver militato un anno nella World Hockey Association con gli Edmonton Oilers, affiancando il giovane Wayne Gretzky.
Dopo il ritiro fu assunto dagli Oilers nel ruolo di scout, assistendo così alla conquista di cinque Stanley Cup, mentre a partire dal 1994 passò ai Los Angeles Kings con lo stesso incarico. Morì nello schianto del volo United Airlines 175 contro la Torre Sud del World Trade Center, durante gli attentati dell'11 settembre 2001. Fra le varie iniziative in suo onore nel 2012 i Kings decisero di chiamare la loro mascotte "Bailey".

## Palmarès

### Club
- Stanley Cup: 2

Boston: 1969-1970, 1971-1972
- Calder Cup: 1

Hershey: 1968-1969
- Memorial Cup: 1

Edmonton: 1966